# Cavad bəy Məlikyeqanov

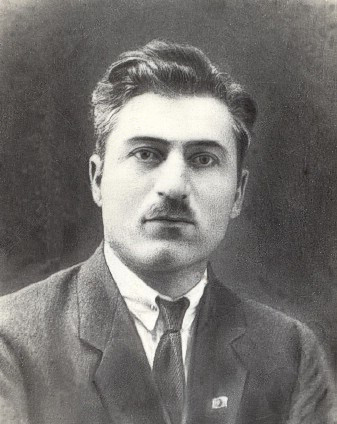
Cavad bəy Məlikyeqanov

Cavad bəy Rza bəy oğlu Məlikyeqanov (eingedeutscht Dschawad bäj Mälikjeganow; * 1878 im Dorf Tuğ, Ujezd Şuşa, Gouvernement Elisawetpol, Russisches Kaiserreich; † 7. Dezember 1937 in Sandarmoch, Karelische ASSR, UdSSR) war ein Politiker und Staatsmann der Demokratischen Republik Aserbaidschan (1918–1920). Er ist eines von unzähligen Opfer stalinistischer Säuberungen.

## Leben
Seine Grundschulausbildung erhielt Məlikyeqanov in Şuşa in der Einrichtung von Mir Mehdi Chasani, dem angesehenen Dichter und Pädagogen jener Zeit. Später setze er seine Ausbildung in einer technischen Schule fort.
Im Jahr 1903 zog Məlikyeqanov aus Karabach nach Baku, wo er in verschiedenen Ölkonzernen meist administrative Positionen bekleidete. Später beteiligte er sich an den revolutionären Aktivitäten und trat der sozial-demokratischen Partei „Hummet“ bei. Er führte unter anderem die Gewerkschaftsbewegung der muslimischen Arbeiterklasse an und gehörte zu den Organisatoren von Streiks, Märschen und Demonstrationen, bei denen er sich für die Umsetzung der Forderungen der Arbeiter einsetzte. Wegen aktiver Teilnahme an den Anti-Regierungsprotesten wurde er 1909 zu einem Jahr Haftstrafe verurteilt. Anschließend wurde er für vier Jahre aus Baku verbannt.
1914 kehrte Məlikyeqanov aus dem Exil zurück und machte sich weiter für die Rechte der Arbeiter stark. 1917 wurde er Mitglied der späteren Regierungspartei Aserbaidschans „Musawat“. Er zählte auch zu den Mitgliedern des Aserbaidschanischen Nationalrats, der am 28. Mai 1918 die Gründung der Demokratischen Republik Aserbaidschan verkündete. Im Dezember 1918 zog Məlikyeqanov als Abgeordneter in die neu formierte Nationalversammlung des Landes. Vom August 1919 bis zum Untergang der DRA bekleidete er die Position des Generalgouverneurs der Region Lənkəran im Süden Aserbaidschans. Gleichzeitig war er in dieser Zeit erster Gewerkschaftsvorsitzender.
Nach der Etablierung der Sowjetmacht in Aserbaidschan (28. April 1920) wurde Məlikyeqanov im Zeitraum von 1920 bis 1930 insgesamt 6 Mal verhaftet, jedoch jedes Mal wieder freigelassen. Nach der letzten Festnahme am 7. Februar 1930 wurde er im Arbeitslager „Belbaltlag“ (Sonderlager Solowezki) interniert und leistete dort 7 Jahre Zwangsarbeit. In der Hochphase des Großen Terrors wurden in Aserbaidschan vor allem die ehemaligen Musawat-Mitglieder und Anhänger gnadenlos verfolgt. Am 20. November 1937 wurde Məlikyeqanov per Beschluss der Troika (NKWD) der Karelischen ASSR zum Tode verurteilt und am 9. Dezember auf einem der Schießplätze von Belbaltlag erschossen. Fast 20 Jahre später wurde er vom Präsidium des Obersten Sowjets am 19. Januar 1957 rehabilitiert.
Der Todesort, die Todesursache und das Todesdatum von Məlikyeqanov wurden vom karelischen Historiker Juri Dmitriew auf Grundlage seiner Hinrichtungsakte aus den Archiven des Föderalen Sicherheitsdienstes der Republik Karelien ermittelt. Eine Gedenktafel für Məlikyeqanov wurde am 20. August 2020 an seinem Todesort in Sandarmoch im Rahmen des zivilen Gedenkprojekts „Sandarmoch. Rückkehr der Namen“ errichtet.